# Welcome to New York (Taylor Swift)
Welcome to New York è un brano musicale della cantante statunitense Taylor Swift, scritto il 23 gennaio 2014 e pubblicato il 21 ottobre 2014 come singolo promozionale del suo quinto album in studio 1989. È stato presentato, tramite l'ascolto di una breve parte del brano, il 20 ottobre 2014 a Good Morning America, per poi essere pubblicato su iTunes il giorno seguente.

## Descrizione
Il brano, dalla durata di tre minuti e trentadue secondi, è stato scritto da Taylor Swift e Ryan Tedder e prodotto dagli ultimi due insieme a Noel Zancanella.

## Accoglienza
Jim Farber del New York Daily News ha criticato la canzone scrivendo "A differenza delle altre canzoni classiche della nostra città, alla Swift manca la raffinatezza, o sostanza, dei successi di Frank Sinatra (New York, New York), Billy Joel (New York State of Mind) e Alicia Keys / Jay-Z (Empire State of Mind)." Jen Carlson di Gothamist lo ha definito "il peggior inno di New York di tutti i tempi". Julianne Escobedo Shepherd per Jezebel ha reputato la canzone "un inno di gentrificazione così ottuso che ci si chiede se la cantante stia effettivamente prendendo in giro a questo punto". Esther Zuckerman di Entertainment Weekly ha scritto che "onora la città... ma sfiora solo la superficie." Robert Christgau, che l’ha chiamata la sua canzone preferita da 1989, ha pensato che i critici erano stati così duri solo per non sembrare fan della Swift. In una recensione più positiva, Forrest Wickman di Slate l’ha considerato "un inno synth-pop che si potrebbe immaginare cantato da Katy Perry." Daniel D'Addario di Time ha affermato che la canzone è un "nuovo tipo di inno di uguaglianza". Nate Scott di USA Today ha elogiato la canzone e ha detto che sarebbe diventata "il prossimo inno di New York". Jason Lipshutz di Billboard ha dato alla canzone tre stelle su cinque.

## Successo commerciale

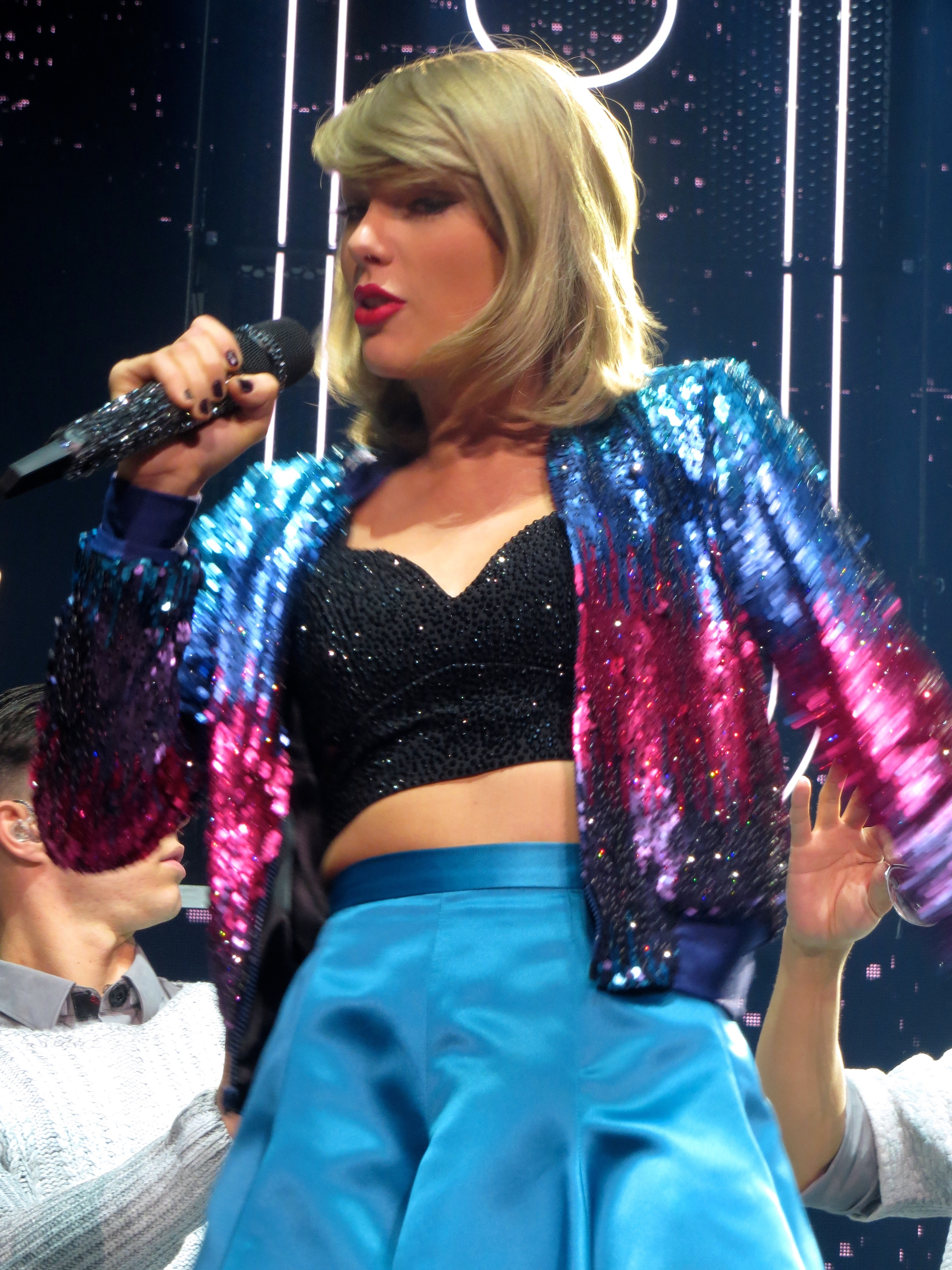
Taylor Swift si esibisce con Welcome to New York a Glasgow nel 2015

### America
La canzone raggiunse la quarantottesima posizione nella Billboard Hot 100 degli Stati Uniti d’America. Il 22 gennaio 2015, fu certificata platino dalla RIAA per il milione di copie vendute in territorio americano.
Nella Billboard Canadian Hot 100 si spinse fino alla diciannovesima posizione.

### Europa
In Ungheria raggiunse la sedicesima posizione nella classifica dell’Association of Hungarian Record Companies, in Spagna la ventunesima, in Danimarca la ventisettesima e nella UK Singles Chart la trentanovesima.

### Oceania
Il singolo ebbe un buon successo in Oceania, riuscendo ad arrivare alla sesta e alla ventitreesima posizione rispettivamente in Nuova Zelanda e in Australia.

## Welcome to New York (Taylor's Version)
In seguito alla controversia con la sua precedente casa discografica e la vendita dei master delle pubblicazioni precedenti al suo contratto con la Republic Records, Swift ha cominciato a ri-registrare tutta la sua discografia dal 2006 al 2019, includendo anche brani non inclusi in alcun album in studio. Ogni reincisione presenta la dicitura Taylor's Version nel titolo, per distinguerla dall'incisione originale e quindi dal master non di proprietà della cantautrice.
Il 27 ottobre 2023 Taylor Swift ha ripubblicato il brano sotto il nome Welcome to New York (Taylor's Version), incluso nell'album 1989 (Taylor's Version).